# Gunnar Nordahl
Nils Gunnar Nordahl, mieux connu sous le nom de Gunnar Nordahl, né le 19 octobre 1921 à Hörnefors (en) en Suède et mort le 15 septembre 1995 à Alghero en Italie, était un footballeur international suédois des années 1940 et 1950 évoluant au poste d'attaquant.
Gunnar Nordahl termine premier, au classement des buteurs en une saison du championnat d'Italie de football, avec 35 réalisations en 1949-1950. Son record est battu par Gonzalo Higuaín qui totalise 36 réalisations à l'issue de la saison 2015-2016.
Avec 221 buts, il est le meilleur buteur de l'histoire de l'AC Milan.
Ses deux frères, Bertil et Knut Nordahl furent également joueurs de football.

## Biographie

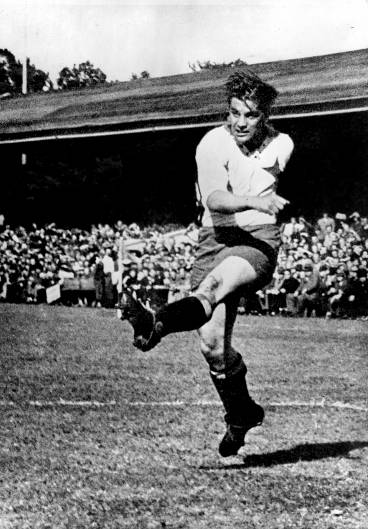
Nordahl en action avec l'IFK Norrköping en 1948

Nordahl commence sa carrière à Degerfors avant de rejoindre l'IFK Norrköping. Champion de Suède quatre fois consécutivement en ayant marqué 149 buts en 172 matchs (dont 7 buts en un seul match), Nordahl est appelé en équipe de Suède en 1945. Trois ans plus tard, il remporte la médaille d'or aux Jeux olympiques de Londres, terminant meilleur buteur du tournoi.
Transféré au l'AC Milan en janvier 1949, il retrouve ses compatriotes Gunnar Gren et Nils Liedholm, formant le célèbre « Gre-No-Li » (Gren-Nordahl-Liedholm). En partant à Milan, il met un terme à sa carrière internationale avec 43 buts en 33 sélections, puisqu'à l'époque seuls les joueurs évoluant en Suède sont retenus. En 1949-1950, il établit un nouveau record du plus grand nombre de buts marqués en une saison en Italie, avec 35 réalisations.
En huit saisons avec les Rossoneri, Nordahl remporte deux fois le Championnat d'Italie et deux fois la Coupe Latine, terminant meilleur buteur du championnat à cinq reprises. Il est le meilleur buteur de l'histoire du l'AC Milan, avec 221 buts (le deuxième, Andriy Chevtchenko, a inscrit 175 buts).
Après avoir quitté Milan, Nordahl a joué pour l'AS Rome pendant deux saisons.
Il est, après Silvio Piola et Francesco Totti, le troisième meilleur buteur de l'histoire de la Serie A, avec 225 buts en 291 matchs. Cependant il est le joueur ayant le meilleur ratio de but marqué par match joué de l'histoire de la serie A, avec un ratio de 0,77 ; à titre de comparaison, Silvio Piola possède un ratio de "seulement" 0,51 avec 274 buts en 537 match joués.
Son fils, Thomas est aussi joueur de football. Il est membre de l'équipe de Suède à la Coupe du monde de football de 1970.

## Carrière
- 1937-1940 :  Hörnefors IF - 41 matchs pour 68 buts
- 1940-1944 :  Degerfors IF - 77 matchs pour 56 buts
- 1944-1949 :  IFK Norrköping - 95 matchs pour 93 buts
- 1949-1956 :  AC Milan - 257 matchs pour 221 buts
- 1956-1958 :  AS Rome - 34 matchs pour 15 buts

## Palmarès
- Vainqueur des Jeux olympiques : 1948
- Championnat de Suède de football : 1945, 1946, 1947 et 1948
- Coupe de Suède de football : 1945
- Championnat d'Italie de football : 1951 et 1955
- Meilleur buteur : 1949-50 (35 buts), 1950-51 (34 buts), 1952-53 (26 buts), 1953-54 (23 buts) et 1954-55 (27 buts)
- Coupe Latine de football : 1951 et 1956 (finaliste en 1953)

- 33 sélections en équipe nationale suédoise
- 46e meilleur joueur mondial du siècle (IFFHS)